# Pilar Ramírez
Pilar Ramírez (Mexico-Stad, 28 februari 1964-14 mei 2017) was een Mexicaanse synchroonzwemster.

## Levensloop
Ramírez nam deel aan de Wereldkampioenschappen synchroonzwemmen 1982 en behaalde een vijfenveertigste plaats op de solo en een achtste plaats op het team onderdeel.
Op de Pan-Amerikaanse Spelen 1983 won Ramírez twee bronzen medailles op het duet met Claudia Novelo en met de Mexicaanse ploeg. Daarna kwalificeerde Ramírez zich voor de Olympische Zomerspelen 1984. Op het onderdeel solo werd Ramírez achtentwintigste. Met Novelo op het duet werd een achtste plaats behaald. Voorafgaand aan de Pan-Amerikaanse Spelen 1987 beëindigde Ramírez haar carrière door een probleem met de Mexicaanse Zwemfederatie. Deze schorste haar voor twee jaar omdat ze zich naar verluidt niet aan de regels en dicipline van de Mexicaanse nationale ploeg had gehouden.
Daarna sloot Ramírez zich aan bij een balletgroep voor een particuliere televisiezender en stortte zich later op yoga. Deze levensstijl ontwikkelde ze door lessen te geven bij Sport City aan de universiteit, totdat haar fysieke conditie het haar onmogelijk maakte om dit te doen.
Op drieenvijftig jarige leeftijd overleed Ramírez aan de gevolgen van een leverziekte.